# Alexandra Müller
Alexandra Müller, coniugata Shaw (Oettingen in Bayern, 23 agosto 1983), è un'ex cestista tedesca.
Alta 175 cm, giocava come guardia.

## Carriera
Nel 2007 è stata convocata per gli Europei in Italia con la maglia della Germania.